# لوتار گریک
لوتار گریک (به انگلیسی: Lothar Gericke) (زادهٔ ۲۸ فوریهٔ ۱۹۵۰) شناگر اهل آلمان است.